# Стоор, Мечислав
Мечислав Стоор (пол. Mieczysław Stoor; 5 сентября 1929 — 5 октября 1973) — польский актёр театра, кино и телевидения.

## Биография
Родился в Боянове. Дебютировал в Театре имени Богуславского в Калише в 1950 г. Актёрское образование получил в Киношколе в Лодзи, которую окончил в 1953 году. Актёр театров в Лодзи, Жешуве и Варшаве. Выступал в спектаклях «театра телевидения» в 1958—1973 гг. Преподаватель Умер в Краснике. Похоронен на кладбище «Воинское Повонзки» в Варшаве. 

## Избранная фильмография
- 1954 — Пятеро с улицы Барской / Piątka z ulicy Barskiej
- 1955 — Атлантическая повесть / Opowieść atlantycka
- 1956 — Необыкновенная карьера / Nikodem Dyzma
- 1956 — Прощание с дьяволом / Pożegnanie z diabłem
- 1958 — Король Матиуш I / Król Maciuś I
- 1960 — Цена одного преступления / Historia współczesna
- 1960 — Крестоносцы / Krzyżacy — Глава
- 1962 — Одно другого интересней / Wielka, większa i największa
- 1963 — Раненый в лесу / Ranny w lesie
- 1964 — Итальянец в Варшаве / Giuseppe w Warszawie
- 1964 — Первый день свободы / Pierwszy dzień wolności
- 1965 — Один в городе / Sam pośród miasta
- 1965 — Всегда в воскресенье / Zawsze w niedzielę
- 1966 — Худой и другие / Chudy i inni
- 1966 — Дон Габриэль / Don Gabriel
- 1966 — Ночь генералов / The Night of the Generals
- 1967 — Вестерплатте / Westerplatte
- 1967–1968 — Ставка больше, чем жизнь / Stawka większa niż życie (в 1-й и 9-й серии) — SS-штурмфюрер/SS-оберштурмфюрер Ганс Штедке
- Krzysztof Chamiec – SS-Sturmbannführer Müllerimie (w odc. 5 SS-Sturmba
- 1968 — Пароль «Корн» / Hasło Korn
- 1968 — Волчье эхо / Wilcze echa
- 1969 — Человек с ордером на квартиру / Człowiek z M-3
- 1969 — Новый / Nowy
- 1969 — Красная рябина / Jarzębina czerwona
- 1969 — Приключения канонира Доласа, или Как я развязал Вторую мировую войну / Jak rozpętałem drugą wojnę światową
- 1969 — В любую погоду / W każdą pogodę
- 1969 — Четыре танкиста и собака / Czterej pancerni i pies (в 10 — 12-й серии)
- 1970 — Пейзаж после битвы / Krajobraz po bitwie
- 1970 — Березняк / Brzezina
- 1970 — Колумбы / Kolumbowie (только в 5-й серии)
- 1970 — Доктор Эва / Doktor Ewa
- 1971 — Миллион за Лауру / Milion za Laurę
- 1971 — Болеслав Смелый / Bolesław Śmiały
- 1971 — Пять с половиной бледного Юзека / 5 i 1/2 bladego Józka
- 1972 — Свадьба / Wesele
- 1973 — Чёрные тучи / Czarne chmury
- 1974 — Первый правитель / Gniazdo